# Expedition 19
Expedition 19 var den nittonde expeditionen till den Internationella rymdstationen (ISS).  Expeditionen pågick mellan den 26 mars och 29 maj 2009. Hela besättningen fortsatte i Expedition 20.

## Besättningen
| Position       | (26 mars - 29 maj 2009)                    |
| -------------- | ------------------------------------------ |
| Befälhavare    | Gennadij Padalka, RSA Hans tredje rymdfärd |
| Flygingenjör 1 | Michael Barratt, NASA Hans första rymdfärd |
| Flygingenjör 2 | Koichi Wakata, JAXA Hans tredje rymdfärd   |

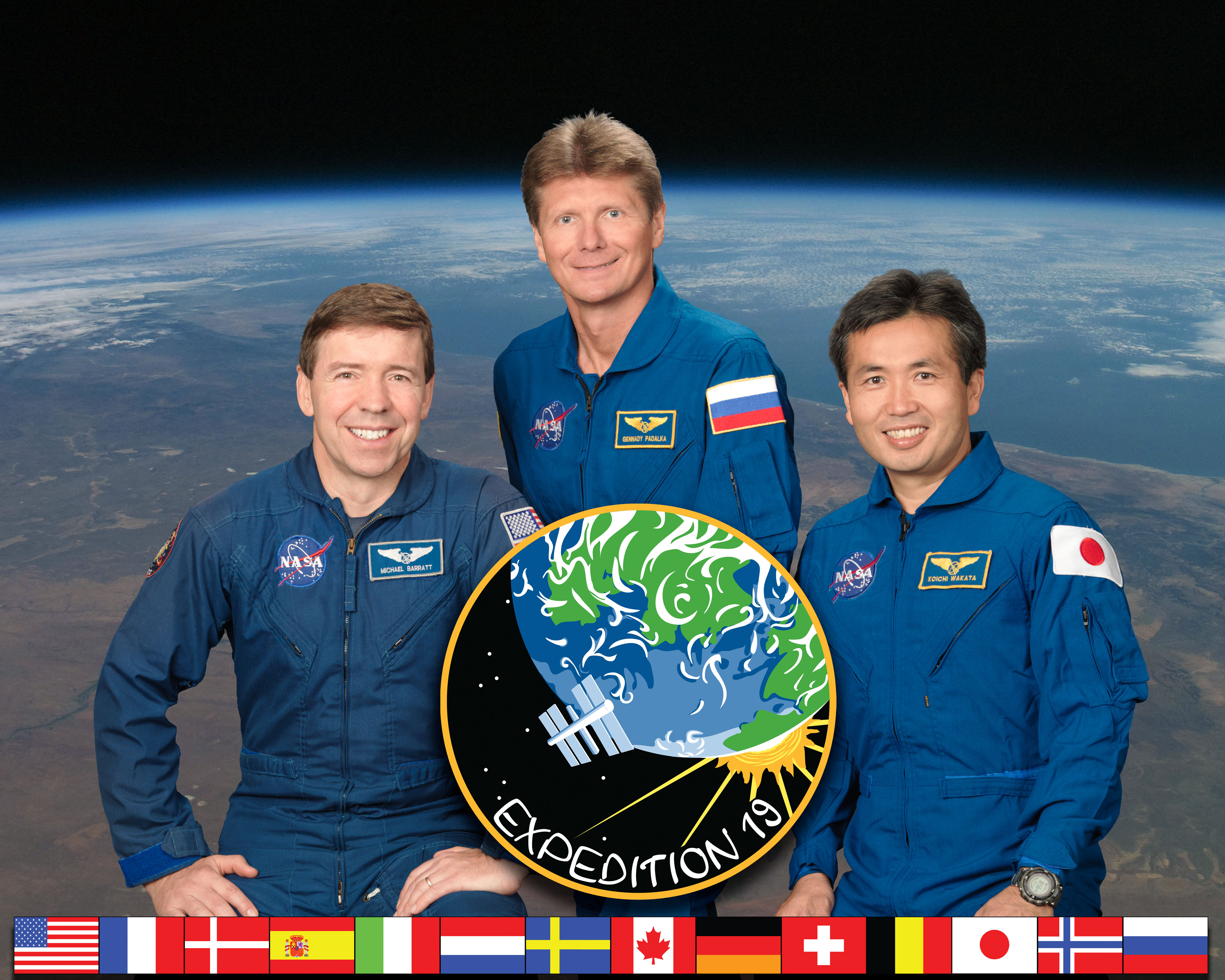
Expedition 20.
Från vänster: ' Michael Barratt, Gennady Padalka, Koichi Wakata

- Gennadij Padalka (3) ISS Befälhavare -  Uppskjutning 26 mars 2009 med Sojuz TMA-14. Fortsatte till Expedition 20
- Michael Barratt (1) flygingenjör -  Uppskjutning 26 mars 2009 med Sojuz TMA-14. Fortsatte till Expedition 20
- Koichi Wakata (3) flygingenjör -  Uppskjutning 15 mars 2009 med Discovery STS-119 för att ingå i Expedition 18. Fortsatte till Expedition 20.

(#) antal rymdfärder som varje besättningsmedlem avklarat, inklusive detta uppdrag.

## Rymdturist

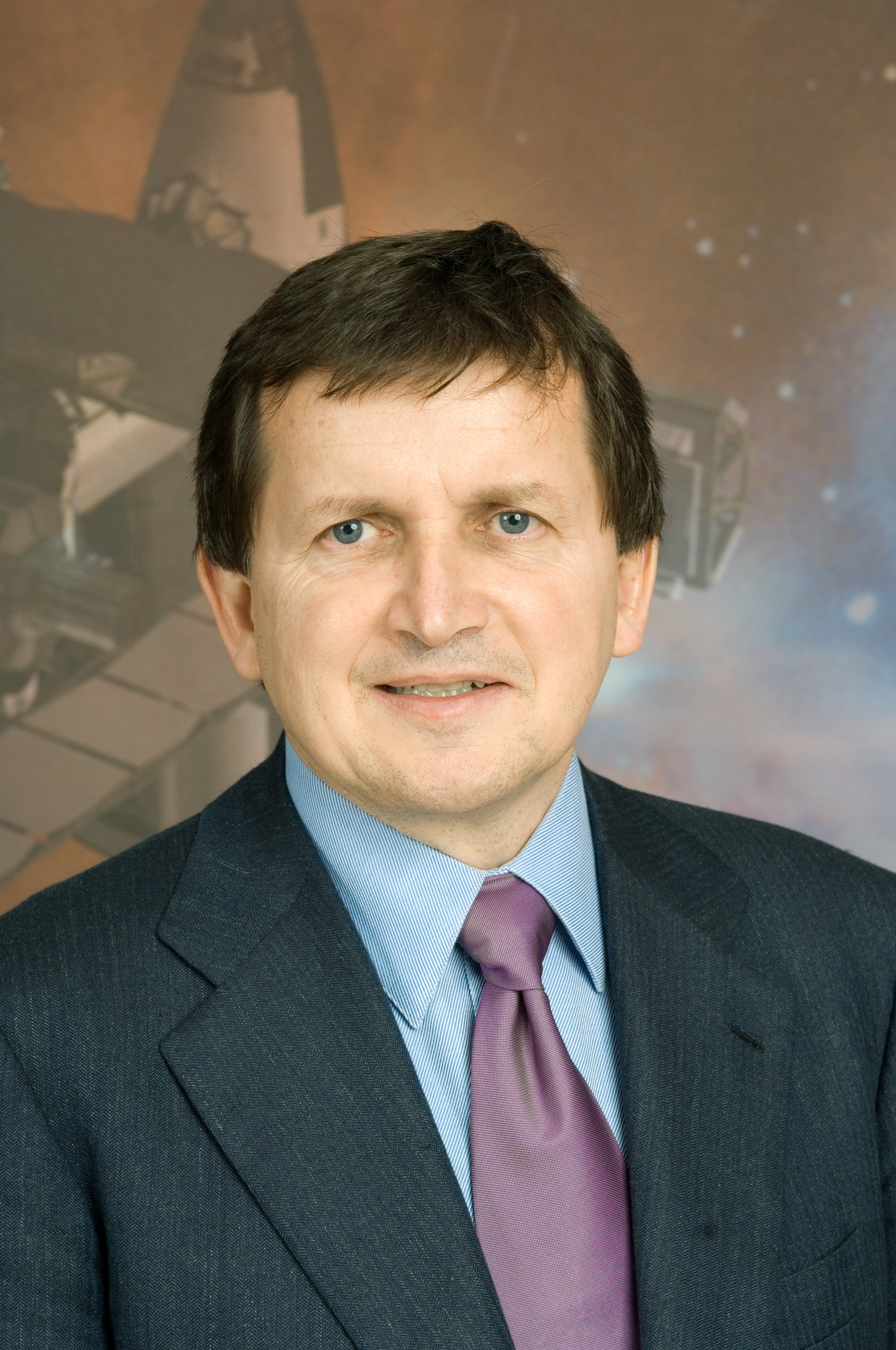
Charles Simonyi.

Rymdturisten Charles Simonyi gjorde sitt andra besök på ISS när han gästade expedition 19 i tolv dagar. Han medföljde Sojuz TMA-14 och landade tillsammans med Expedition 18 med Sojuz TMA-13.